# Hypsiboas leucocheilus
Hypsiboas leucocheilus és una espècie de granota que viu al Brasil.